# Claix (Charente)
Claix – miejscowość i gmina we Francji, w regionie Nowa Akwitania, w departamencie Charente.
Według danych na rok 1990 gminę zamieszkiwało 816 osób, a gęstość zaludnienia wynosiła 55 osób/km² (wśród 1467 gmin regionu Poitou-Charentes Claix plasuje się na 378. miejscu pod względem liczby ludności, natomiast pod względem powierzchni na miejscu 591.).